# Isole dell'Australia Occidentale (D-G)
Questa è una lista di isole dell'Australia Occidentale.

## D
| Nome                | Coordinate             | Note |
| ------------------- | ---------------------- | ---- |
| D'Aguesseau Island  | 15°09′50″S 124°32′48″E |      |
| D'Arcole Islands    | 14°54′46″S 124°40′56″E |      |
| Dahlia Island       | 20°25′48″S 115°34′38″E |      |
| Dailey Island       | 34°04′34″S 123°07′31″E |      |
| Daisy Island        | 20°26′25″S 115°34′44″E |      |
| Dakin Island        | 28°28′37″S 113°48′25″E |      |
| Dalgety Island      | 25°07′32″S 115°45′17″E |      |
| Dampier Archipelago | 20°22′42″S 116°52′23″E |      |
| Dampiers Monument   | 16°07′36″S 123°26′21″E |      |
| Dandelion Island    | 20°25′59″S 115°34′41″E |      |
| Darcy Island        | 15°20′33″S 124°23′32″E |      |
| Davis Island        | 28°54′53″S 113°52′33″E |      |
| Davis Island        | 24°54′41″S 115°16′18″E |      |
| Davy Island         | 34°08′09″S 121°55′58″E |      |
| Daw Island          | 33°50′55″S 124°08′04″E |      |
| De Freycinet Islet  | 14°59′23″S 124°31′59″E |      |
| Dean Island         | 16°23′20″S 123°07′10″E |      |
| Degerando Island    | 15°20′13″S 124°11′31″E |      |
| Delambre Island     | 20°26′52″S 117°04′36″E |      |
| Delta Island        | 20°26′37″S 115°32′47″E |      |
| Dempsey Island      | 16°30′25″S 123°25′06″E |      |
| Depuch Island       | 20°37′54″S 117°43′27″E |      |
| Desaix Islands      | 14°53′41″S 124°53′02″E |      |
| Descartes Island    | 14°10′04″S 125°40′37″E |      |
| Desfontaines Island | 15°01′21″S 124°51′09″E |      |
| Diamond Island      | 31°21′04″S 115°31′44″E |      |
| Dick Island         | 34°16′45″S 115°11′07″E |      |
| Dicks Island        | 28°29′51″S 113°45′56″E |      |
| Direction Island    | 16°25′40″S 123°08′56″E |      |
| Direction Island    | 21°32′06″S 115°07′42″E |      |
| Direction Island    | 12°05′16″S 96°52′55″E  |      |
| Dirk Hartog Island  | 25°50′36″S 113°03′18″E |      |
| Disappearing Island | 28°47′03″S 113°44′23″E |      |
| Diver Island        | 28°52′02″S 113°58′20″E |      |
| Dixon Island        | 20°37′35″S 117°03′45″E |      |
| Djarumu Island      | 15°19′20″S 124°13′25″E |      |
| Dolphin Island      | 20°29′43″S 116°51′09″E |      |
| Dome Island         | 34°09′54″S 123°20′37″E |      |
| Don Island          | 14°16′03″S 125°19′00″E |      |
| Doole Island        | 22°28′23″S 114°09′43″E |      |
| Doris Island        | 16°18′13″S 123°17′33″E |      |
| Dorney Island       | 16°16′48″S 123°24′58″E |      |
| Dorothy Island      | 16°09′11″S 123°31′51″E |      |
| Dorre Island        | 25°03′26″S 113°06′04″E |      |
| Dot Island          | 20°26′13″S 115°34′43″E |      |
| Double Island       | 24°40′38″S 116°11′39″E |      |
| Double Island       | 26°24′57″S 113°36′59″E |      |
| Double Island       | 20°44′40″S 115°29′30″E |      |
| Doubtful Islands    | 34°22′36″S 119°34′38″E |      |
| Douglas Island      | 34°09′53″S 123°08′22″E |      |
| Dove Island         | 16°29′46″S 123°22′21″E |      |
| Downes Island       | 20°18′50″S 118°30′46″E |      |
| Draper Island       | 34°11′48″S 122°29′39″E |      |
| Dry Island          | 28°44′22″S 113°46′43″E |      |
| Duguesclin Island   | 15°06′48″S 124°31′53″E |      |
| Dunvert Island      | 16°17′20″S 123°30′52″E |      |
| Dyer Island         | 32°01′11″S 115°32′56″E |      |

## E
| Nome                        | Coordinate             | Note                                |
| --------------------------- | ---------------------- | ----------------------------------- |
| Eagle Island                | 26°05′40″S 113°34′30″E |                                     |
| Eaglehawk Island            | 20°39′30″S 116°26′34″E |                                     |
| East Governor Island        | 13°56′45″S 126°42′15″E |                                     |
| East Intercourse Island     | 20°39′16″S 116°40′58″E |                                     |
| East Island                 | 12°15′S 123°05′E       | Parte delle Isole Ashmore e Cartier |
| East Island                 | 16°54′09″S 122°11′45″E | Parte delle Isole Lacepede          |
| East Island                 | 21°16′30″S 115°35′44″E | Parte del Mary Anne Group           |
| East Lewis Island           | 20°36′33″S 116°39′32″E |                                     |
| East Lyons Island           | 25°02′19″S 115°09′24″E |                                     |
| East Mid Intercourse Island | 20°40′05″S 116°39′59″E |                                     |
| East Montalivet Island      | 14°16′49″S 125°17′54″E |                                     |
| East Moore Island           | 20°38′20″S 117°41′23″E |                                     |
| East Roe Island             | 16°22′08″S 123°13′28″E |                                     |
| East Sunday Island          | 16°24′41″S 123°12′37″E |                                     |
| East Wallabi Island         | 28°26′23″S 113°43′33″E |                                     |
| Easter Group                | 28°44′12″S 113°46′09″E |                                     |
| Eastern Group               | 33°43′59″S 124°05′58″E |                                     |
| Eastern Island              | 28°27′55″S 113°48′42″E |                                     |
| Eastern Islands             | 28°40′17″S 113°52′11″E |                                     |
| Eclipse Hill Island         | 13°56′30″S 126°17′03″E |                                     |
| Eclipse Island              | 35°11′00″S 117°52′54″E |                                     |
| Eclipse Islands             | 13°54′53″S 126°18′24″E |                                     |
| Edeline Islands             | 16°22′12″S 123°36′30″E |                                     |
| Edwards Island              | 31°01′48″S 115°19′23″E |                                     |
| Egg Island                  | 25°54′34″S 113°09′20″E |                                     |
| Egret Island                | 20°39′14″S 116°25′46″E |                                     |
| Eight Island                | 28°53′56″S 113°51′36″E |                                     |
| Elbow Island                | 34°55′11″S 117°58′33″E |                                     |
| Elsie Island                | 14°14′27″S 127°42′24″E |                                     |
| Ena Island                  | 14°58′10″S 125°01′09″E |                                     |
| Encounter Islands           | 32°38′29″S 115°52′24″E |                                     |
| Endeavour Island            | 32°35′50″S 115°38′14″E |                                     |
| Enderby Island              | 20°36′32″S 116°31′11″E |                                     |
| Entrance Island             | 15°16′51″S 124°37′19″E |                                     |
| Epsilon Island              | 20°26′45″S 115°34′44″E |                                     |
| Eric Island                 | 14°15′39″S 127°43′47″E |                                     |
| Escape Island               | 30°20′03″S 114°59′05″E |                                     |
| Etisus Island               | 15°14′20″S 124°25′27″E |                                     |
| Evelyn Island               | 14°06′39″S 127°34′09″E |                                     |

## F
| Nome                   | Coordinate             | Note |
| ---------------------- | ---------------------- | ---- |
| Fairfax Island         | 15°11′05″S 128°06′11″E |      |
| Fairway Islands        | 16°34′33″S 123°18′56″E |      |
| False Island           | 35°00′54″S 118°10′20″E |      |
| False Island           | 21°21′27″S 115°26′24″E |      |
| Far Island             | 28°27′40″S 113°48′19″E |      |
| Farr Islands           | 16°27′06″S 123°23′59″E |      |
| Faure Island           | 25°51′22″S 113°53′35″E |      |
| Favorite Island        | 30°17′03″S 115°00′21″E |      |
| Fenelon Island         | 14°07′53″S 125°41′58″E |      |
| Figure Of Eight Island | 34°01′41″S 121°36′18″E |      |
| Finch Islands          | 16°08′17″S 123°27′38″E |      |
| Finger Island          | 34°06′15″S 122°20′37″E |      |
| Finucane Island        | 20°18′16″S 118°33′04″E |      |
| First Sister           | 28°28′39″S 113°44′33″E |      |
| Fisherman Islands      | 30°07′50″S 114°56′33″E |      |
| Flag Island            | 20°27′33″S 115°34′44″E |      |
| Flat Island            | 14°09′12″S 125°41′53″E |      |
| Flat Island            | 21°36′13″S 114°37′13″E |      |
| Fletcher Islands       | 16°21′10″S 124°20′52″E |      |
| Flinders Island        | 34°24′54″S 115°12′17″E |      |
| Flora Island           | 16°03′38″S 123°30′50″E |      |
| Fly Island             | 21°48′24″S 114°32′58″E |      |
| Foale Island           | 28°52′45″S 114°00′20″E |      |
| Folly Island           | 16°22′46″S 123°25′26″E |      |
| Fontanes Island        | 14°53′37″S 124°55′19″E |      |
| Forbin Island          | 15°04′35″S 124°43′06″E |      |
| Ford Island            | 25°14′03″S 116°37′20″E |      |
| Ford Island            | 33°46′02″S 124°02′22″E |      |
| Forestier Islands      | 20°35′08″S 117°46′16″E |      |
| Forrest Island         | 33°55′03″S 122°42′29″E |      |
| Fortescue Island       | 20°54′31″S 116°02′06″E |      |
| Fossil Island          | 15°19′48″S 128°16′23″E |      |
| Foxglove Island        | 20°29′00″S 115°32′26″E |      |
| Fraser Island          | 16°03′28″S 123°21′51″E |      |
| Frazer Island          | 22°38′46″S 113°37′36″E |      |
| Frederick Island       | 34°04′02″S 122°00′19″E |      |
| Free Island            | 33°57′19″S 122°24′30″E |      |
| Freycinet Island       | 26°24′26″S 113°37′00″E |      |
| Friday Island          | 26°06′09″S 113°24′09″E |      |
| Froggart Island        | 14°05′36″S 125°43′27″E |      |

## G
| Nome               | Coordinate             | Note                                                 |
| ------------------ | ---------------------- | ---------------------------------------------------- |
| Gabriel Island     | 14°05′58″S 125°44′47″E |                                                      |
| Gadayim Pyramid    | 16°03′10″S 124°02′16″E |                                                      |
| Gagg Islands       | 16°10′27″S 123°25′34″E |                                                      |
| Gaimard Island     | 14°26′20″S 125°14′06″E |                                                      |
| Gale Island        | 14°56′03″S 124°55′10″E |                                                      |
| Gannet Island      | 20°26′52″S 115°34′01″E |                                                      |
| Gap Island         | 15°19′51″S 124°52′09″E |                                                      |
| Garden Island      | 32°12′18″S 115°40′24″E |                                                      |
| Gardenia Island    | 20°23′02″S 115°31′36″E |                                                      |
| Gaze Island        | 28°51′50″S 113°59′25″E |                                                      |
| George Island      | 34°03′07″S 123°15′26″E |                                                      |
| Geranium Islands   | 13°54′31″S 126°35′17″E |                                                      |
| Gibbings Island    | 16°09′11″S 123°30′51″E |                                                      |
| Gibson Island      | 16°18′42″S 123°18′00″E |                                                      |
| Gibson Island      | 28°41′13″S 113°49′40″E |                                                      |
| Gidley Island      | 20°26′59″S 116°49′10″E |                                                      |
| Gilbert Island     | 28°40′05″S 113°49′34″E |                                                      |
| Gill Island        | 15°45′53″S 124°45′11″E |                                                      |
| Glasse Island      | 34°25′22″S 119°24′34″E |                                                      |
| Glauert Island     | 15°03′37″S 124°58′18″E |                                                      |
| Glennie Island     | 34°05′49″S 123°06′13″E |                                                      |
| Gnandaroo Island   | 21°57′25″S 114°31′13″E |                                                      |
| Goat Island        | 16°10′21″S 123°19′11″E |                                                      |
| Godman Island      | 33°57′54″S 122°48′10″E |                                                      |
| Godsmark Island    | 16°07′13″S 123°17′36″E |                                                      |
| Goodwyn Island     | 20°32′12″S 116°32′14″E |                                                      |
| Goongoolup Island  | 32°35′27″S 115°45′53″E |                                                      |
| Goose Island       | 34°04′58″S 123°10′55″E |                                                      |
| Goose Island       | 35°04′07″S 116°43′39″E |                                                      |
| Gould Island       | 33°57′56″S 122°51′25″E |                                                      |
| Governor Islands   | 13°56′36″S 126°41′58″E |                                                      |
| Granite Island     | 15°29′17″S 124°35′59″E |                                                      |
| Great Sandy Island | 21°11′46″S 115°38′16″E |                                                      |
| Green Island       | 32°01′03″S 115°29′50″E | A sud di Rottnest Island                             |
| Green Island       | 15°28′38″S 124°35′57″E | Nella regione di Kimberley, a sud di Augustus Island |
| Green Island       | 34°59′11″S 117°56′59″E | Nel King George Sound                                |
| Green Island       | 15°28′42″S 128°18′55″E | Nell'Ord River                                       |
| Green Islands      | 30°40′57″S 115°06′15″E |                                                      |
| Green Islands      | 35°07′38″S 117°51′44″E |                                                      |
| Greenhalgh Island  | 16°28′11″S 123°26′24″E |                                                      |
| Gregory Island     | 16°18′59″S 123°18′31″E |                                                      |
| Gregory Island     | 28°53′55″S 114°00′19″E |                                                      |
| Greville Island    | 15°18′19″S 124°51′17″E |                                                      |
| Grey Island        | 15°03′38″S 124°57′11″E |                                                      |
| Gulch Island       | 34°01′31″S 123°14′50″E |                                                      |
| Gun Island         | 28°53′17″S 113°51′26″E |                                                      |
| Gunton Island      | 33°59′18″S 121°59′39″E |                                                      |
| Guy Reid Island    | 16°17′10″S 128°40′28″E |                                                      |